# Aphrosylus argyreatus
Aphrosylus argyreatus är en tvåvingeart som beskrevs av Frey 1945. Aphrosylus argyreatus ingår i släktet Aphrosylus och familjen styltflugor. Inga underarter finns listade i Catalogue of Life.